# Nunam (Mond)
Nunam ist die kleinere Komponente des Cubewano-Doppelsystems (79360) Sila-Nunam. Sein mittlerer Durchmesser beträgt 236 Kilometer, das ist etwa 95 % des Mutterasteroiden. Dieser Asteroid ist der erste, der offiziell als Mond und als Teil eines Doppelsystems eingestuft ist.

## Entdeckung und Benennung
Nunam wurde am 22. Oktober 2002 von Denise C. Stephens und Keith S. Noll bei Beobachtungen von (79360) Sila mit dem Hubble-Weltraumteleskop entdeckt. Durch die Aufnahmen ließen sich beide Komponenten des Systems als klar getrennt erkennen. Die Entdeckung wurde am 5. Oktober 2005 bekanntgegeben, der Mond erhielt die vorläufige Bezeichnung S/2005 (79360) 1.
Am 9. Januar 2012 erhielt Nunam zusammen mit Sila den offiziellen Namen, benannt nach Inuit-Göttern. Sila („Geist“) ist der Inuit-Gott von Himmel, Wetter und Lebenskraft. Nunam ist die Erdgöttin, in einigen Traditionen als Silas Frau. Nunam erschuf die Landtiere und, in einigen Traditionen, das Volk der Inuit. In anderen Traditionen war es Sila, der die ersten Menschen aus feuchtem Sand erschuf. Sila hauchte den Inuit das Leben ein.

## Bahneigenschaften

Nunam und Sila umkreisen das gemeinsame Baryzentrum auf einer prograden, leicht elliptischen Umlaufbahn in einem Abstand zwischen 2721 km und 2833 km voneinander (Große Bahnhalbachse 2777 km, dies entspricht 22,4 Sila- bzw. 23,5 Nunamradien. Dies ergibt einen mittleren Abstand beider Oberflächen von etwa 2535 km, wenn man von einer runden Form beider Körper ausgeht.) Die Bahnexzentrizität beträgt 0,02, die Bahn ist 103,51° gegenüber der Ekliptik geneigt.
Nunam und Sila umrunden das Baryzentrum in 12 Tagen, 12 Stunden und 14,3 Minuten, was 8522,97 Umläufen („Monaten“) in einem Sila-Nunam-Jahr (291,91 Erdjahre) entspricht.

## Physikalische Eigenschaften

### Innerer Aufbau
Die ausgesprochen niedrige System-Dichte von 0,72 g/cm³, die weit unter derjenigen von Wasser liegt, weist darauf hin, dass Wassereis auf beiden Körpern vorherrschend sein müsste, was als Erklärung der niedrigen Dichte allerdings nicht ausreicht, da selbst reines Eis mit 0,91 g/cm³ noch dichter ist. Somit ist anzunehmen, dass beide Körper im Innern Hohlräume aufweisen müssen. (→Rubble Piles)

### Oberfläche
In sichtbarem Licht sind Sila und Nunam sehr rot und haben ein flaches Spektrum ohne Merkmale im nahen Infraroten, das keine Wassereis-Absorptionen zeigt, was dem Spektrum von Ixion ähnelt. Allem Anschein nach sind die Oberflächen beider Komponenten durch Auswurfmaterial von Impakten auf dem jeweils anderen Körper erneuert worden. Die Oberflächentemperatur dürfte um die −231 °C (42 K) betragen.

### Ist Nunam ein Cubewano?

#### Die Fragen einer nicht ganz klaren Einordnung eines ganzen Systems
Nunam hat einen Durchmesser von 236 km, was etwa 95 % des Hauptkörpers entspricht. Aus diesem Grund ist das System (79360) Sila-Nunam als ganzes – ein Novum in der Geschichte – erstmals auch offiziell als Doppelasteroidensystem benannt worden. Hierbei tut sich natürlich die Frage auf, ab wann ein System als offizielles Doppelsystem zu bezeichnen ist, da hierfür eine offizielle Definition von der IAU noch ausbleibt. Bei den Diskussionen 2006 um den Status von Pluto und Charon wurde davon abgesehen, dieses als Doppel(Zwergplaneten)system zu bezeichnen, Charon ist offiziell ein Mond geblieben – obschon das gemeinsame Baryzentrum außerhalb des Hauptkörpers Pluto liegt, was im Grunde die Hauptfrage ist: Wo muss sich das Baryzentrum befinden, damit ein Begleiter denselben Status wie sein Hauptkörper hat. Die kleinere Komponente Menoetius des Systems Patroclus-Menoetius etwa, die ebenfalls 92,8 % des Durchmessers von Patroclus aufweist, ist wie Charon offiziell auch als Mond klassifiziert.
Nunam ist nun als natürlicher Satellit (Mond) von Sila (S/2005 (79360) 1) und als Teil des Systems (79360) Sila-Nunam klassifiziert (dessen „Mondname“ immerhin erstmals – als weiteres Novum – im Systemnamen vorkommt), wodurch Nunam im Grunde genommen eine „Aufwertung“ erfährt, da bisher in der Geschichte der Planetenforschung kein Körper im Sonnensystem diesen Status hat. Aus diesen und folgenden Umständen ergibt sich eine Reihe weiterer wichtiger ungeklärter Fragen: Ist Nunam nun auch ein Cubewano? Da Sila offiziell diese Einordnung hat und Sila-Nunam offiziell als ein System klassifiziert ist, müsste Nunam Teil des „Doppelcubewanos“ Sila-Nunam sein, und somit selbst ein Cubewano (bzw. „Klassisches KBO“) sein. In diesem Fall wäre er auch ein Asteroid und somit der erste „Mond-Asteroid“ (oder wie der Fachname dafür wäre, Asteroidenmonde ist vergeben, es sind bereits über 220 bekannt.) im Sonnensystem und hätte selbst eine Asteroiden-Nummerierung, was wiederum hieße, er müsste theoretisch neu nummeriert werden – was jedoch natürlich auszuschließen ist, da das ganze System bereits eine Nummer besitzt. Daher müsste Nunam als individueller Körper selbst die Nummer (79360) auch erhalten, was ebenfalls auszuschließen ist, da Asteroidennummern nie doppelt vergeben werden. Es gäbe höchstens noch die Möglichkeit, ihn, in Analogie zu den Doppelsternen, (79360) B Nunam bzw. (79360) Sila-Nunam B zu nennen.
Aus diesen Überlegungen und Unklarheiten ergeben sich nun für Nunam zusammenfassend folgende Einordnungsmöglichkeiten:
- Nunam ist der Satellit (79360) Sila I – Nunam (S/2005 (79360) 1) – müsste er als Mond offiziell haben
- Nunam ist als Satellit Teil des Systems (79360) Sila-Nunam I – Nunam – müsste er als Mond des ganzen Systems ebenfalls offiziell haben
- Nunam ist der Satellit (79360) Sila I – Nunam (S/2005 (79360) 1) und ein Asteroid, TNO sowie CKBO (Cubewano)
- Nunam ist als Satellit Teil des Systems (79360) Sila-Nunam I – Nunam und ein Asteroid, TNO sowie CKBO (Cubewano)
- Nunam ist als kein echter Satellit Teil des Systems (79360) B Nunam
- Nunam ist als kein echter Satellit Teil des Systems (79360) Sila-Nunam B

#### Weitere sich daraus ergebende Fragen
Aufgrund dieser Fakten erweist sich die Bezeichnung als System Sila-Nunam als Kuriosität, und sie wirft die grundsätzliche Frage auf, was mit den Doppelsystemen langfristig geschehen soll. Nunam ist ein klassisches Beispiel für einen Handlungsbedarf seitens der IAU hinsichtlich der Klassifikation der Objekte, besonders im äußeren Sonnensystem. Folgende konkrete fundamentale Fragen müssten geklärt werden:
- Wo muss sich das Baryzentrum befinden oder um wie viel Prozent müsste der „secondary“ kleiner sein, um nicht mehr als System-Komponente zu gelten bzw. ab wann würde ein Mond zur „System-Komponente“ (offizieller Doppelasteroid) erhoben werden? Eine Definition gemäß den beiden logischsten Varianten – Baryzentrum außerhalb der Oberfläche des Hauptkörpers oder doppelt gebundene Rotation (die jedoch zumeist sehr schwer zu ermitteln ist) oder gar beides – würde eine ganze Reihe TNO und andere Objekte im Sonnensystem betreffen, wie höchstwahrscheinlich beispielsweise die – bereits benannten – Systeme Antiope/S/2000 (90) 1 (Äußerer Hauptgürtel, manchmal auch als Antiope A und B bezeichnet), Patroclus/Menoetius (L5-Jupiter-Trojaner), Borasisi/Pabu, Logos/Zoe (CKBOs), Ceto/Phorcys (Zentauren) – und vor allem auch den Zwergplaneten Pluto mit dessen Mond Charon und viele weitere benannte und unbenannte Asteroiden. Eine dritte Definition gemäß einem Prozentsatz des Größenverhältnisses, z. B. vorsichtige 90 %, würde bereits die beiden als erstes genannten einschließen, eine ab 50 % würde alle einschließen – inklusive eines „Doppelzwergplaneten-Systems“ Pluto-Charon, das nachweislich auch die oben genannten beiden Kriterien erfüllt.
- Was geschieht im Fall einer System-Klassifizierung mit den individuellen Objekten? Werden sie quasi als System-Komponente aufgewertet oder verlieren sie gar an Status, da sie quasi nicht mehr individuell aufgeführt werden? Diese Frage ist wissenschaftlich gesehen zwar unwesentlich, spielt aber eine große Rolle hinsichtlich der Bewertung und Wahrnehmung von Himmelskörpern, vor allem da gerade dieser Punkt letztlich über Einordnungen und Benennungen einen offenbar nicht unwesentlichen Einfluss ausübt, wie sich 2006 besonders in der Pluto-Diskussion bemerkbar machte.
- Was ist die korrekteste (und auch sinnvollste) Systembezeichnung für einen „secondary“ in einem System wie Sila-Nunam, und erhalten die bereits offiziell benannten Doppelsystem-Komponenten auch eine zusätzliche Systembezeichnung wie Patroclus-Menoetius? Und kann ein „primary“ wie Sila offiziell auch ohne Zusatz bezeichnet werden, also 79360 Sila-Nunam (1997 CS29) (offiziell[4]) und 79360 Sila (1997 CS29)?
- Benötigt es für zum Beispiel die Zentauren-Unterklassen, da es welche gibt, die auch TNO sind (Ceto/Phorcys), und welche, die sich nicht über die Neptunbahn hinaus bewegen, wie z. B. Hidalgo, ist Sedna ein “IOO” (Inner Oort Cloud Object), “OKBO” (Outer KBO), “OSDO” (Outer SDO), “ODO” (Outer Detached Object) etc., wann werden weitere Zwergplaneten-Kandidaten als solche eingestuft und weitere Fragen dieser Art.

## Erforschung
Nach seiner Entdeckung ließ sich Nunam (und Sila) auf Fotos bis ins Jahr 1997 zurückdatieren und daher ist die Umlaufbahn des Systems mittlerweile relativ genau bekannt. Insgesamt wurde der Asteroid durch verschiedene Teleskope wie dem Hubble-Weltraumteleskop und auch erdbasierten Teleskopen beobachtet, insgesamt bisher 219 Mal innerhalb von 15 Jahren. (Stand Sept. 2012)